# Калутара (округ)
Калутара (синг. කඵතර දිස්ත්රික්කය, там. களுத்துறை மாவட்டம்) — один з 25 округів Шрі-Ланки. Входить до складу Західної провінції країни. Адміністративний центр — місто Калутара.

## Площа
Площа округу становить 1598 км². В адміністративному відношенні поділяється на 14 підрозділів окружного секретаріату.

## Населення
Населення округу за даними перепису 2012 року становить 1 217 260 чоловік. 86,67% населення складають сингали; 9,22% — ларакалла; 2,00% — ланкійські таміли; 1,94% — індійські таміли і 0,17% — інші етнічні групи. 83,52% населення сповідують буддизм; 9,40% — іслам; 3,79% — християнство і 3,27% — індуїзм .

## Історія
Назва міста походить від річки Калу-Ґанґа (в середньовіччі мала назву Калу-Тара (Чорна річка). В середньовіччі місто було важливим центром торгівлі прянощами. У XI ст. місто ненадовго було столицею імперії Чола за наказом південноіндійського принца. З початку XV ст. і до кінця XVI ст. нинішня територія округу була частиною королівства Котте. В місті вирощувалися кокоси, як для внутрішнього споживання, так і на експорт. У XVII ст. боротьбу за контроль над регіоном вели Португалія, Нідерланди і в кінцевому результаті Велика Британія. У 1622 р. Португальці побудували форт на місці зруйнованого храму Ґанґатілака. У 1964 році на місці колишньої фортеці було розпочато будівництво буддійського храму Калутара-Чаїта (башта була встановлена в 1974 році).
У 1900-1910 рр. неподалік міста Калутари в стилі едвардської архітектури було побудовано замок Річмонда, як заміська резиденція британського короля. Наразі будівля перебуває у власності державного піклувальника та відкрита для громадськості.
Щороку у лютому в південній Калутарі проводиться святкування повного місяця Навам Пойя. В цей період священні дагоби прикрашають ліхтариками, запалюються ароматизовані палиці та лампадки, вулиці прикрашаються буддійськими прапорами. Увечері на Навам Перахера можна спостерігати за урочистою процесією, під час якої виносять реліквії з храму на спині прикрашеного розшитій попоною слона, що дає тим самим можливість віруючим доторкнутися до неї.